# Gerry Davis (arbitre)
Pour le scénariste du même nom, voir Gerry Davis.
Gerald Davis (né le 22 février 1953 à Saint-Louis, Missouri, États-Unis) est un arbitre américain des Ligues majeures de baseball. 
En 2014, Davis amorce sa 31e année de service dans le baseball majeur. Il est le 3e arbitre actif comptant le plus d'ancienneté après Joe West et Tim McClelland. Après la saison 2012, il avait officié dans 115 matchs de séries éliminatoires, un record.

## Biographie
Gerry Davis porte le numéro d'uniforme 12 depuis le début de sa carrière. Il est pour la première fois arbitre dans les majeures le 9 juin 1982 au Stade olympique de Montréal pour le match des étoiles, alors qu'il doit remplacer Doug Harvey. Il devient arbitre permanent des Ligues majeures en 1984. 
Davis est arbitre dans les Séries mondiales de 1996, 1999, 2004, 2009 et 2012 et est l'arbitre en chef lors de cette dernière finale. Après celle-ci, il avait été arbitre dans 115 matchs de séries éliminatoires, un record.
Il est arbitre aux 
matchs des étoiles de 1989, 1997, 2002 et 2012.
Le 18 mai 2004, il est arbitre au deuxième but lors du match parfait lancé par Randy Johnson, des Diamondbacks de l'Arizona. 
Le 28 septembre 2008, il est l'arbitre au marbre lors du dernier match joué au Shea Stadium, l'ancien stade des Mets de New York.
Le 10 avril 2013, Davis est arbitre pour la 4 000e fois dans les Ligues majeures.
Il possède sa compagnie, Gerry Davis Sports, spécialisée dans le commerce de vêtements et d'équipement destinés aux arbitres.